# Nuca Buzaladze
Nuca Buzaladze (gruzinsko ნუცა ბუზალაძე), gruzinska pevka in besedilopiska * 28. januar 1997

## Življenje
Buzaladze se je rodila v Tbilisiju vendar je odraščala v Turčiji. Od svojega 5. leta je nastopala v otroški skupini. Klavir je začela učiti pri 8 letih. Živela je v Los Angelesu, kjer je pridobivala glasbene izkušnje, in Dubaju, ki je od leta 2024 njeno stalno prebivališče.

## Kariera
Buzaladze je svojo glasbeno kariero začela leta 2011, ko je tekmovala v oddaji Gruzija ima talent. Leta 2014 je pritegnila mednarodno pozornost, ko je zastopala Gruzijo na glasbenem festivalu New Wave v Jūrmali v Latviji, kjer je zmagala. V naslednjih letih je tekmovala v The Voice of Turkey, Two Stars Georgia in gruzijski različici Znan obraz ima svoj glas in Dancing with the Stars.
Leta 2017 je Buzaladze izdala pesem »White Horses Run«, s katero je zasedla drugo mesto na Gruzijskem nacionalem izboru za Pesem Evrovizije 2017. Leta 2019 je izdala svoj debitantski mini album Nutsa22.
Leta 2020 in 2021 je sodelovala na All Together Now Russia. Leta 2020 je nastopila v Dubajskem narodnem gledališču in operi. Leta 2023 je sodelovala je v 21. sezoni Ameriškega idola, kjer je končala med najboljših 12.
Dne 12. januarja 2024 je bila razglašena za predstavnico Gruzije na Pesmi Evrovizije 2024 v Malmöju na Švedskem. Njena pesem »Firefighter«  je izšla 11. marca 2024. Nuca je nastopila v drugel polfinalu in se uvrstila v finale kjer je zasedla 21. mesto s 34 točkami.

## Diskografija

### EP
| Naslov  | Podrobnosti                                                        |
| ------- | ------------------------------------------------------------------ |
| Nutsa22 | - Objavljeno: 1. maja 2019 - Formati: digitalni prenos, pretakanje |

### Pesmi
| Naslov                                                                               | leto | Najvišja uvrstitev na lestvici | Album ali EP |
| Naslov                                                                               | leto | LTU                            | Album ali EP |
| ------------------------------------------------------------------------------------ | ---- | ------------------------------ | ------------ |
| »White Horses Run«                                                                   | 2017 | —                              | Nutsa22      |
| »Nu mousmen«                                                                         | 2019 | —                              |              |
| »Ertad gvinda«                                                                       | 2019 | —                              |              |
| »Gelodebi«                                                                           | 2019 | —                              |              |
| »Guls rom ukvarde«                                                                   | 2019 | —                              |              |
| »Tetri ghame«                                                                        | 2020 | —                              |              |
| »Gatendes«                                                                           | 2021 | —                              |              |
| »Net«                                                                                | 2021 | —                              |              |
| »We Are One«                                                                         | 2021 | —                              |              |
| »Sul es aris«                                                                        | 2021 | —                              |              |
| »You Broke My Heart«                                                                 | 2021 | —                              |              |
| »Let U Go«                                                                           | 2022 | —                              |              |
| »Alive«                                                                              | 2023 | —                              |              |
| »L.O.V.E.«                                                                           | 2023 | —                              |              |
| »Firefighter«                                                                        | 2024 | 90                             |              |
| »Mother's Love«                                                                      | 2024 | —                              |              |
| »—« označuje posnetek, ki se ni uvrstil na lestvico ali ni bil izdan na tem ozemlju. |      |                                |              |